# Jessica Schilder
Jessica Schilder (née le 19 mars 1999 à Volendam) est une athlète néerlandaise spécialiste du lancer du poids, championne d'Europe en 2022 à Munich.

## Biographie
En 2021, Jessica Schilder se classe 5e des Championnats d'Europe en salle à Toruń en établissant la marque de 18,69 m. Plus tard dans la saison, à Tallinn, elle est sacrée championne d'Europe espoirs avec un lancer à 18,11 m. Elle participe aux Jeux olympiques d'été de Tokyo mais ne franchit pas le cap des qualifications.

### Championne d'Europe et médaillée de bronze mondiale (2022)
En février 2022 à Apeldoorn, Schilder établit un nouveau record des Pays-Bas en salle avec 19,72 m. Le 12 mars 2022, elle bat de 2 cm le record des Pays-Bas en plein air, portant la nouvelle marque à 18,89 m. Le 16 juillet, aux championnats du monde à Eugene, elle lance à deux reprises à 19,77 m (record national), à égalité avec la Canadienne Sarah Mitton, mais obtient le bronze en raison d'un deuxième meilleur essai. Elle partage le podium avec l'Américaine Chase Ealey et la Chinoise Gong Lijiao.
Le 15 août, la Néerlandaise devient championne d'Europe à Munich avec un jet à 20,24 m, dépassant pour la première fois la barrière des 20 mètres et réalisant la meilleure performance dans un championnat d'Europe depuis 2002. Elle devance lors de ce concours la Portugaise Auriol Dongmo et sa compatriote Jorinde van Klinken.

## Palmarès
| Date | Compétition                        | Lieu                               | Résultat | Marque  |
| ---- | ---------------------------------- | ---------------------------------- | -------- | ------- |
| 2021 | Championnats d'Europe en salle     | Toruń                              | 5e       | 18,69 m |
| 2021 | Championnats d'Europe espoirs      | Tallinn                            | 1re      | 18,11 m |
| 2022 | Coupe d'Europe des lancers         | Leiria                             | 2e       | 18,89 m |
| 2022 | Championnats du monde en salle     | Belgrade                           | 3e       | 19,48 m |
| 2022 | Championnats du monde              | Eugene                             | 3e       | 19,77 m |
| 2022 | Championnats d'Europe              | Munich                             | 1re      | 20,24 m |
| 2023 | Circuit mondial en salle de l'IAAF | Circuit mondial en salle de l'IAAF | 3e       | détails |
| 2023 | Championnats d'Europe en salle     | Istanbul                           | 5e       | 18,33 m |
| 2023 | Championnats du monde              | Budapest                           | 8e       | 19,26 m |
| 2024 | Championnats du monde en salle     | Glasgow                            | 5e       | 19,37 m |
| 2024 | Coupe d'Europe des lancers         | Leiria                             | 1re      | 18,22 m |
| 2024 | Championnats d'Europe              | Rome                               | 1re      | 18,77 m |
| 2024 | Jeux olympiques                    | Paris                              | 6e       | 18,91 m |
| 2025 | Championnats d'Europe en salle     | Apeldoorn                          | 1re      | 20,69 m |
| 2025 | Championnats du monde en salle     | Nankin                             | 2e       | 20,07 m |

## Records
| Épreuve         | Épreuve      | Marque       | Lieu      | Date           |
| --------------- | ------------ | ------------ | --------- | -------------- |
| Lancer du poids | En plein air | 20,33 m (NR) | Hengelo   | 7 juillet 2024 |
| Lancer du poids | En salle     | 20,69 m (NR) | Apeldoorn | 9 mars 2025    |